# سارية جدة
سارية جدة، هي  أكبر سارية علم في العالم . تقع سارية العلم في مدينة جدة في دوار الملك عبد الله والذي يعرف أيضا بدوار خادم الحرمين الشريفين المقابل لكورنيش جدة الشمالي حيث يغطي مساحة 26.000 متر مربع تتوسطه السارية، يبلغ طول السارية 171 متر. يُمثل الميدان سيفين ونخلة و اللتين هما شعار المملكة العربية السعودية، كما تغطي النباتات مساحة 9.000 متر مربع إضافية، ويحيط بالسارية 13 ضوء يمثل عدد مناطق المملكة الثلاث عشرة.

## التاريخ
لاحظت إدارة حماية المنطقة التاريخية حين زيارة الموقع أن السارية قدمت؛ فعملت على فكها وقلها إلى موقع الوش الخاصة بالإدارة، حيث أنها كان يزيد طولها عن 17م، وتتألف من الخشب مثبت بها بكرتان بقطعة خشبية منحوتة وموصلة في رأس السارية بجبلين لرفع الأعلام، كما فيها حلقة حديدية في ثلث السارية العلوي، وبها أربع حلقات دائرية للأربع اتجاهات لتثبيت السارية لمقاومة شدة الرياح، وبعد أن أنتهت إدارة حماية المنطقة التاريخية من ترميم السارية صدرت توجيهات أمين جدة بوضعها في فناء بيت نصيف أول منزل نزل به الملك عبد العزيز آل سعود حين قدومه إلى جدة.، ثم بدأ إنشاء سارية العلم في سبتمبر 2014 حيث يمثل المشروع أحد المبادرات التي تبنتها مبادرات عبد اللطيف جميل الاجتماعية بالتعاون مع أمانة محافظة جدة، تولت المهمة مبادرات العبد اللطيف جميل الاجتماعية وأسندت مهمة البناء لشركة البابطين للطاقة والاتصالات. تم إنشاء السارية الأسطوانية الشكل باستخدام 500 طن من الصلب ويبلغ ارتفاعها 171 متر ووزن العلم 570 كيلوغرام بطول 49.5 متر وعرض 33 متر. تم رفع العلم السعودي على السارية لأول مرة في اليوم الوطني السعودي في الثالث والعشرين من سبتمبر عام 2014. أضافت أمانة محافظة جدة لمشروع السارية مشروع متكامل يتمثل في ميدان خادم الحرمين الشرفين، والذي يتضمن أكبر شعار رسمي للمملكة العربية السعودية السيفين والنخلة، والذي قدِّر طول السيف الواحد فيه بحوالي 75 متراً، وطول النخلة 85 متراً، وبلغت مساحة الميدان ما تعادل 50 في المئة من مساحة ملعب كرة قدم.

## البناء
استغرق بناء سارية العلم حوالي 12 شهرًا. صنعت سارية العلم من الحديد على شكل أسطواني، وتم تنفيذها لتحوي الخدمات الخاصة بمشروع الميدان، ومنها إمكانية الصعود إلى أعلى السارية لعمل أي صيانة مطلوبة، كما استخدمت عدة أنظمة في المشروع ومن بينها وحدة للحمل والتحكم في دوران العلم حسب اتجاه الرياح، ونظام قياس اتجاه وسرعة الرياح ونسبة الرطوبة وشدة المطر، ونظام الإنارة التحذيري للطائرات، ونظام امتصاص الاهتزازات الناتجة عن سرعة الرياح وثبات سارية العلم، ونظام مقاومة الحريق داخل سارية العلم.

## أطول سارية في العالم
تم تسجيل سارية العلم كأطول سارية في العالم في موسوعة غينيس، بارتفاع 171 متراً، وعلى مساحة تتجاوز 26 ألف متر مربع. ورُفعت السارية في ميدان خادم الحرمين الشريفين في مدينة جدة بالتزامن مع احتفالات السعودية بمرور 84 عاماً على ذكرى اليوم الوطني، في حضور المُحكم الرسمي في غينيس برافن باتيل الذي أعلن أن سارية العلم المقامة في ميدان خادم الحرمين الشريفين في جدة، تعتبر أطول سارية علم في العالم، مستوفية الشروط الخاصة لإنجاز هذا الرقم القياسي. وبتثبيت العلم ورفعه على السارية، كُسر الرقم القياسي في طاجيكستان البالغ 165 متراً.

## انظر ايضاً
- جدة

## وصلات خارجية
- جدة تعزز وجودها في «جينيس» بأطول سارية علم في العالم.